# Тјерјаковце
Тјерјаковце (слч. Teriakovce) насељено је мјесто са административним статусом сеоске општине (слч. obec) у округу Прешов, у Прешовском крају, Словачка Република.

## Становништво
| Година:    | 1994. | 2004.   | 2014.    | 2024.    |
| ---------- | ----- | ------- | -------- | -------- |
| Број људи: | 387   | 392     | 651      | 1241     |
| Разлика:   |       | +1,29 % | +66,07 % | +90,62 % |

| Година:    | 2023. | 2024.   |
| ---------- | ----- | ------- |
| Број људи: | 1204  | 1241    |
| Разлика:   |       | +3,07 % |

Према подацима о броју становника из 2024. године насеље је имало 1241 становника.